# Cyphon lithophilus
Cyphon lithophilus là một loài bọ cánh cứng trong họ Scirtidae. Loài này được Hernando, Aguilera & Ribera miêu tả khoa học năm 2003.